# Раґенфред
Раґенфред (Раґамфред, Раґанфрід) (д/н — 731) — мажордом Нейстрії в 714—718 роках, герцог Анжера (719—731).

## Життєпис
Походив зі знатного роду, резиденцією якого було місто Вексен. Король Дагоберт III призначив його радником до уряду мажордома Теодоальда, за якого через малолітство керувала бабка Плектруда. Втім остання нехтувала порадами Раґенфреда. У 714 році під час повстання нейстрійської знаті його було обрано мажордомом Нейстрії на противагу Теодоальду.
Новий мажордом уклав союз з Радбодом, королем Фризії. Спільно вони розробили план наступу на сили Плектруди. У 715—716 роках Раґенфред і Радбод здобули над своїми противниками австразійцами дві перемоги — при Комп'єні, де переміг Раґенфред, і при Кельні (перемога фризів). В результаті було захоплено скарбницю Австразії. Також Раґенфред змусив Плектруду визнати королем Нейстрії Хільперіка II.
Втім вже в 716 році в битві на річці Амбла Раґенфред із союзниками були розбиті Карлом Мартелом, родичем Теодоальда. У 717 і 719 роках Раґенфред і його нові союзники — король Хільперік II і герцог Аквітанії Одо Великий зазнали ще двох поразок від війська Карла Мартела: при Венсі і при Суасоні. Після цього Раґенфред втік до Анжера, де створив напівнезалежне від влади Карла Мартела герцогство, яким керував до самої смерті.
У 724 році підтримав повстання нейстрійської знаті проти Карла Мартела, але зазнав поразки. Після цього відправив синів до двору Мартела як заручників. Натомість отримав визнання як герцога Анжерського. Помер в 731 році.